# 石门山站
石门山站是一个京沪线上的铁路车站，位于安徽省凤阳县小溪河镇，建于1920年，1958年车站向西迁移至现址，车站于2009年6月4日撤销 。
1938年1月18日，日军占领嘉山县明光镇，同日傍晚，日军占领了此站。
1948年11月7日晚，解放军江淮军区第四军分区部队奉命在小溪河车站至本站、明光车站至管店车站区间炸毁铁路10根、中断交通运输12小时。1948年11月12日晚，又在小溪河车站至本站破坏铁路2公里，炸桥一座（小溪河铁路桥），推倒电线杆2.5公里，以阻止国军。1949年1月10日，本车站至明光车站之间的明光大桥被国军炸毁，铁路交通中断。
1950年6月25日，津浦铁路恢复通车。1958年，津浦铁路复线开工。石门山车站的站址由原址向西迁移，至现在的位置。
由于铁路不断提速，至1998年，石门山车站只剩下一对483/484次列车往返于蚌埠至南京浦口的慢车停靠。2004年4月1日，本站停办客运业务，又在2年后停办货运业务；2009年6月4日，石门山车站成为上海铁路局下文撤销的车站之一。2010年8月1日，石门山车站的三道、四道、五道铁轨全部拆除。自此，该站不复存在。